# Aurelio Sabattani
Aurelio Sabattani, italijanski rimskokatoliški duhovnik, škof in kardinal, * 18. oktober 1912, Casal Fiumanese, Kraljevina Italija, † 19. april 2003, Vatikan.

## Življenjepis
26. julija 1935 je prejel duhovniško posvečenje.
24. junija 1965 je bil imenovan za naslovnega nadškofa Iustiniana Prima in za prelata v Loretu. Škofovsko posvečenje je prejel 25. julija istega leta.
30. septembra 1971 je bil imenovan za tajnika Apostolske signature; 17. maja 1982 je postal proprefekt.
2. februarja 1983 je bil povzdignjen v kardinala in imenovan za kardinal-diakona S. Apollinare alle Terme Neroniane-Alessandrine ter prefekta Apostolske signature. 8. februarja istega leta je bil imenovan še za predsednika Fabrike sv. Petra.
1. julija 1988 se je upokojil kot prefekt in 1. julija 1991 kot predsednik. 5. aprila 1993 je bil imenovan za kardinal-duhovnika S. Apollinare alle Terme Neroniane-Alessandrine.